# Darren Jackson
 (octobre 2018).
Si vous disposez d'ouvrages ou d'articles de référence ou si vous connaissez des sites web de qualité traitant du thème abordé ici, merci de compléter l'article en donnant les références utiles à sa vérifiabilité et en les liant à la section « Notes et références ».
Pour les articles homonymes, voir Jackson.
Darren Jackson, né le 25 juillet 1966 à Édimbourg, est un footballeur international écossais qui a participé à la coupe du monde 1998. Il remporte également le doublé coupe d'Écosse - championnat avec le Celtic FC en 1998.